# Human Racing
Human Racing è il primo album in studio del cantautore britannico Nik Kershaw, pubblicato il 27 febbraio 1984 dall'etichetta discografica MCA Records su LP, CD (catalogo DMCF 3197, 250 574-2) e cassetta (MCFC 3197).
L'album è stato anticipato dal singolo I Won't Let the Sun Go Down on Me del 1983.
| Recensione | Giudizio |
| ---------- | -------- |
| AllMusic   | [ 2 ]    |

## Il disco
Nel 2012, dopo la rimasterizzazione digitale, la Universal Records ha pubblicato una riedizione dell'album in due CD (catalogo UMCREP2013, 00600753376416). Il secondo contiene diversi remix 12" e i lati B: Monkey Business, Dark Glasses e She Cries.

## Successo e classifiche
| Classifica (1984) |                          | Posizione massima | Settimane in classifica |
| ----------------- | ------------------------ | ----------------- | ----------------------- |
| Regno Unito       | Regno Unito (bandiera)   | 5                 | 61                      |
| Norvegia          | Norvegia (bandiera)      | 7                 | 10                      |
| Germania          | Germania (bandiera)      | 8                 | 27                      |
| Svizzera          | Svizzera (bandiera)      | 12                | 24                      |
| Paesi Bassi       | Paesi Bassi (bandiera)   | 13                | 17                      |
| Nuova Zelanda     | Nuova Zelanda (bandiera) | 32                | 11                      |
| Svezia            | Svezia (bandiera)        | 38                | 3                       |
| Billboard 200     | Stati Uniti (bandiera)   | 70                | 17                      |

## Tracce
Testi e musiche di Nik Kershaw.
HUMAN RACING – LP, Cassetta e CD (1984), CD 1 (2012)
Lato A
1. Dancing Girls – 3:46
2. Wouldn't It Be Good – 4:32
3. Drum Talk – 3:10
4. Bogart – 4:38
5. Gone to Pieces – 3:11

Lato B
1. Shame on You – 3:33
2. Cloak and Dagger – 4:55
3. Faces – 4:05
4. I Won't Let the Sun Go Down on Me – 3:23
5. Human Racing – 4:26

THE B-SIDES AND 12" MIXES – CD 2 (2012)
1. Dancing Girls (maxi single mix) – 8:05
2. Bogart (maxi single mix) – 4:29 – Inedito
3. Monkey Business – 3:30 – lato B di Wouldn't It Be Good
4. Shame on You (additional brass mix) – 3:40
5. Drum Talk (maxi single mix) – 5:00
6. Faces (maxi single mix) – 4:40
7. Dark Glasses – 4:16 – lato B di I Won't Let the Sun Go Down on Me
8. Wouldn't It Be Good (maxi single mix) – 6:52
9. Human Racing (maxi single mix) – 5:24
10. She Cries – 3:48 – lato B di Dancing Girls
11. I Won't Let the Sun Go Down on Me (maxi single mix) – 6:33
12. Cloak and Dagger (live) – 5:07 – Hammersmith Odeon 1984

Durata totale: 61:24

## Musicisti
- Nik Kershaw – voce, percussioni vocali, chitarra, tastiere, basso
- Sheri Kershaw – cori in Faces
- Lynda Hayes – seconda voce in Bogart
- Paul Westwood – basso aggiuntivo in I Won't Let the Sun Go Down on Me

### Altri musicisti
- Paul 'Wix' Wickens – tastiere
- Charlie Morgan – batteria
- Martin Ditcham – percussioni
- Reg Webb, Nick Glennie-Smith, Don Snow – tastiere
- Jerry Hey, Gary Grant, Larry Williams, Bill Reichenbach, Kim Hutchcraft – ottoni

Ottoni registrati al Cherokee studio (Los Angeles, US), arrangiati da Jerry Hey (Wouldn't It Be Good insieme a Nik Kershaw).